# No Name (słowacki zespół muzyczny)
No Name – słowacki zespół muzyczny wykonujący muzykę z gatunku pop rock oraz rock, który rozpoczął działalność w roku 1996.
Założycielami kapeli byli: Viliam Gutray oraz bracia Igor, Roman i Ivan Timko. W początkowej fazie istnienia, klawiszowcem w zespole był Marián Čekovský. No Name zyskało na Słowacji (a także w sąsiednich Czechach) sporą popularność po wydaniu drugiego albumu pt. Počkám si na zázrak.

## Dyskografia
| Rok wydania | Tytuł albumu                                                                    |
| ----------- | ------------------------------------------------------------------------------- |
| 1998        | No Name - Miesiąc wydania: październik 1998 - Wydawca: Universal Music          |
| 2000        | Počkám si na zázrak - Miesiąc wydania: maj 2000 - Wydawca: Universal Music      |
| 2001        | Oslávme si život - Miesiąc wydania: październik 2001 - Wydawca: Universal Music |
| 2003        | Slová do tmy - Miesiąc wydania: październik 2003 - Wydawca: Universal Music     |
| 2005        | Čím to je - Miesiąc wydania: wrzesień 2005] - Wydawca: Universal Music          |
| 2008        | V rovnováhe - Miesiąc wydania: marzec 2008 - Wydawca: Sony Music                |
| 2011        | Nový Album - Miesiąc wydania: październik 2011 - Wydawca: Columbia Records      |